# Gary Cole
Gary Michael Cole (Park Ridge, 20 september 1956) is een Amerikaans televisie-, film- en stemacteur. Hij speelde onder meer in de televisieseries Midnight Caller en Harvey Birdman, Attorney at Law en verzorgde stemmen in de animatieseries Kim Possible en Family Guy. Cole debuteerde op het witte doek in To Live and Die in L.A. uit 1985. Daarvoor speelde Cole een rol in de televisiefilm Fatal Vision in 1984.
Cole speelt geregeld autoritaire personages. Zo speelde hij onder meer de ongure sherif Lucas Buck in de televisieserie American Gothic, teamleider Conrad Rose in Wanted, vicepresident Bob Russell in The West Wing, bedrijfsleider Bill Lumbergh in de cultkomedie Office Space en Robin Williams' baas in de fotozaak in One Hour Photo.
Cole trouwde in 1992 met actrice Teddi Siddall met wie hij een jaar later dochter Mary kreeg. Zij bleek met 28 maanden autistisch te zijn, waarover Cole vertelt in het boek Love Heels: Tales from Canine Companions for Independence.

## Filmografie
Exclusief televisiefilms
- The Bronze (2015)
- Cotton (2014)
- Tammy (2014)
- Date and Switch (2014)
- Vamp U (2013)
- Gay Dude (2012)
- The Last Rites of Joe May (2011)
- The Chicago 8 (2011)
- Hop (2011)
- Immortality Bites (2010)
- The Joneses (2009)
- Forever Strong (2008)
- Pineapple Express (2008)
- Conspiracy (2008)
- Goodnight Vagina (2007)
- American Pastime (2007)
- Breach (2007)
- My Wife Is Retarded (2007)
- Talladega Nights: The Ballad of Ricky Bobby (2006)
- Cry_Wolf (2005)
- Mozart and the Whale (2005)
- The Ring Two (2005)
- Dodgeball: A True Underdog Story (2004)
- Win a Date with Tad Hamilton! (2004)
- I Spy (2002)
- One Hour Photo (2002)
- The Rising Place (2001)
- The Gift (2000)
- Kiss the Sky (1999)
- Office Space (1999)
- I'll Be Home for Christmas (1998)
- A Simple Plan (1998)
- Gang Related (1997)
- Santa Fe (1997)
- Cyclops, Baby (1997)
- A Very Brady Sequel (1996)
- The Brady Bunch Movie (1995)
- In the Line of Fire (1993)
- Lucas (1986)
- To Live and Die in L.A. (1985)

## Televisieseries
Exclusief eenmalige gastrollen
- NCIS (televisieserie) - NCIS-agent Alden Parker (2021-heden)
- Mixed-ish - Harrison Johnson III (2019 - 2021)
- Chicago Fire - Carl Grissom (seizoen 6 & 7)
- Entourage - Andrew Klein (2008-2009, zes afleveringen)
- Family Guy - Michael Eisner (2000-2009, 25 afleveringen - stem) en Principal Shepherd (2001-... - stem)
- Desperate Housewives - Wayne Davis (2008, zes afleveringen)
- 12 Miles of Bad Road - Jerry Shakespeare (2008, zes afleveringen)
- Kim Possible - Dr. Possible (2002-2007, 38 afleveringen - stem)
- Harvey Birdman, Attorney at Law - Harvey Birdman (2000-2007, 39 afleveringen)
- The West Wing - Vice President Bob Russell (2003-2006, 21 afleveringen)
- Wanted - Lieutenant Conrad Rose (2005, dertien afleveringen)
- The Practice - Defense Attorney Solomon Tager (1999-2004, drie afleveringen)
- Family Affair - William 'Bill' Davis (2002-2003, vijftien afleveringen)
- Crusade - Capt. Matthew Gideon (1999, dertien afleveringen)
- American Gothic - Sheriff Lucas Buck (1995-1996, 22 afleveringen)
- Midnight Caller - Jack 'Nighthawk' Killian (1988-1991, 61 afleveringen)